# Calathea pavonina
Calathea pavonina är en strimbladsväxtart som först beskrevs av Karl Heinrich Koch och Jean Jules Linden, och fick sitt nu gällande namn av Otto Georg Petersen. Calathea pavonina ingår i släktet Calathea och familjen strimbladsväxter. Inga underarter finns listade.